# 野村 (富山県)
野村（のむら）は、かつて富山県射水郡にあった村。現在の高岡市東部の野村地区である。ただし、地区内すべてが高岡市立野村小学校の校区ではなく、概ね富山県道73号高岡青井谷線より南が高岡市立下関小学校の校区になっている。

## 沿革
- 1889年（明治22年）4月1日 - 町村制の施行により、射水郡野村、野村新村、蓮花寺（れんげじ）村、三女子（さんよし）村、井口本江（いぐちほんごう）村、出来田（できでん）村、深沢村、石瀬村及び下伏間江村の区域の一部の区域をもって、射水郡野村が発足する。
- 1942年（昭和17年）4月1日 - 高岡市に編入する。